# Mistrzostwa Europy w Piłce Nożnej 2000 (eliminacje)/Grupa 6
W Grupie 6 eliminacji do Euro 2000 o awans walczyło 5 zespołów:
- Hiszpania
- Austria
- Izrael
- Cypr
- San Marino

Zespoły rozegrały mecze w systemie każdy z każdym u siebie i na wyjeździe. Zwycięzca grupy awansował na Euro 2000, a druga drużyna zagrała w barażach.

## Tabela
| Lp. | Drużyna    | M | Mecze | Mecze | Mecze | Bramki | Bramki | Bramki | Pkt |
| Lp. | Drużyna    | M | W     | R     | P     | +      | −      | +/−    | Pkt |
| --- | ---------- | - | ----- | ----- | ----- | ------ | ------ | ------ | --- |
| 1.  | Hiszpania  | 8 | 7     | 0     | 1     | 42     | 5      | +37    | 21  |
| 2.  | Izrael     | 8 | 4     | 1     | 3     | 25     | 9      | +16    | 13  |
| 3.  | Austria    | 8 | 4     | 1     | 3     | 19     | 20     | −1     | 13  |
| 4.  | Cypr       | 8 | 4     | 0     | 4     | 12     | 21     | −9     | 12  |
| 5.  | San Marino | 8 | 0     | 0     | 8     | 1      | 44     | −43    | 0   |

|            | Hiszpania | Izrael | Austria | Cypr | San Marino |
| ---------- | --------- | ------ | ------- | ---- | ---------- |
| Hiszpania  | X         | 3:0    | 9:0     | 8:0  | 9:0        |
| Izrael     | 1:2       | X      | 5:0     | 3:0  | 8:0        |
| Austria    | 1:3       | 1:1    | X       | 3:1  | 7:0        |
| Cypr       | 3:2       | 3:2    | 0:3     | X    | 4:0        |
| San Marino | 0:6       | 0:5    | 1:4     | 0:1  | X          |

## Wyniki
Wszystkie godziny podane na czas środkowoeuropejski
| 5 września 1999 20:00 | Cypr · Egomitis 43' · Gogić 49' · Špoljarić 77' | 3:2(1:0)Raport | Hiszpania · 73' Raúl · 90' Morientes | Stadion im. Andonisa Papadopulosa, Larnaka Widzów: 1 876 Sędzia: Siergiej Chusajnow |
|                       |                                                 |                |                                      |                                                                                     |

| 5 września 1998 20:30 | Austria · Reinmayr 7' | 1:1(1:0)Raport | Izrael · 69' Nimni | Ernst-Happel-Stadion, Wiedeń Widzów: 20 000 Sędzia: Anders Frisk |
|                       |                       |                |                    |                                                                  |

| 10 października 1998 18:00 | Cypr | 0:3(0:0)Raport | Austria · 53', 61' Cerny · 75' Reinmayr | Stadion im. Andonisa Papadopulosa, Larnaka Widzów: 12 000 Sędzia: Fernand Meese |
|                            |      |                |                                         |                                                                                 |

| 10 października 1998 20:30 | San Marino | 0:5(0:3)Raport | Izrael · 16' Rewiwo · 18' Nimni · 32' Mizrachi · 58' (sam.) Valentini · 83' Ghurajjib | San Marino Stadium, Serravalle Widzów: 872 Sędzia: Asim Xudiyev |
|                            |            |                |                                                                                       |                                                                 |

| 14 października 1998 19:30 | Izrael · Chazzan 64' | 1:2(0:0)Raport | Hiszpania · 66' Hierro · 78' Etxeberria | Stadion Ramat Gan, Ramat Gan Widzów: 37 000 Sędzia: David Elleray |
|                            |                      |                |                                         |                                                                   |

| 14 października 1999 20:30 | San Marino · Selva 81' (k.) | 1:4(0:0)Raport | Austria · 59' Vastić · 64' Mayrleb · 69' Hiden · 76' Glieder | San Marino Stadium, Serravalle Widzów: 1 218 Sędzia: Walerij Onufer |
|                            |                             |                |                                                              |                                                                     |

| 18 listopada 1998 20:30 | San Marino | 0:1(0:1)Raport | Cypr · 41' Špoljarić | San Marino Stadium, Serravalle Widzów: 600 Sędzia: John McDermott |
|                         |            |                |                      |                                                                   |

| 10 lutego 1999 20:30 | Cypr · Melanarkitis 18' · Konstandinu 32', 45' · Christodulu 90' | 4:0(3:0)Raport | San Marino | Stadion Tsirio, Limassol Widzów: 3 000 Sędzia: Roland Beck |
|                      |                                                                  |                |            |                                                            |

| 27 marca 1999 21:45 | Hiszpania · Raúl 6', 17', 47', 75' · Urzaiz 30', 44' · Hierro 35' (k.) · Wetl 77' (sam.) · Fran 84' | 9:0(5:0)Raport | Austria | Estadio Mestalla, Walencja Widzów: 45 000 Sędzia: Gilles Veissière |
|                     | |                |         |                                                                    |

| 28 marca 1999 17:00 | Izrael · Banin 11' · Mizrachi 52' | 3:0(1:0)Raport | Cypr | Stadion Ramat Gan, Ramat Gan Widzów: 35 000 Sędzia: Marcel Lică |
|                     |                                   |                |      |                                                                 |

| 31 marca 1999 21:30 | San Marino | 0:6(0:2)Raport | Hiszpania · 20' Fran · 45', 59', 66' Raúl · 49' Urzaiz · 72' Etxeberria | San Marino Stadium, Serravalle Widzów: 1 500 Sędzia: Goran Marić |
|                     |            |                |                                                                         |                                                                  |

| 28 kwietnia 1999 20:30 | Austria · Mayrleb 24', 53' · Vastić 42', 44', 84' · Amerhauser 71' · Herzog 82' | 7:0(3:0)Raport | San Marino | Merkur Arena, Graz Widzów: 15 400 Sędzia: Kyros Wasaras |
|                        |                                                                                 |                |            |                                                         |

| 5 czerwca 1999 21:45 | Hiszpania · Hierro 9' · Enrique 23', 67', 68' · Etxeberria 25', 45' · Raúl 56' · Gennari 87' (sam.) · Mendieta 90' | 9:0(4:0)Raport | San Marino | Estadio de la Cerámica, Vila-real Widzów: 16 000 Sędzia: Gerald Perry |
|                      | |                |            |                                                                       |

| 6 czerwca 1999 17:30 | Izrael · Berkowic 26', 47' · Rewiwo 45' · Mizrachi 54' · Ghurajjib 75' | 5:0(2:0)Raport | Austria | Stadion Ramat Gan, Ramat Gan Widzów: 43 000 Sędzia: Ľuboš Micheľ |
|                      |                                                                        |                |         |                                                                  |

| 4 września 1999 17:00 | Austria · Hierro 49' (sam.) | 1:3(0:1)Raport | Hiszpania · 22' Raúl · 56' Hierro · 89' Enrique | Ernst-Happel-Stadion, Wiedeń Widzów: 27 000 Sędzia: Michel Piraux |
|                       |                             |                |                                                 |                                                                   |

| 5 września 1999 19:00 | Cypr · Egomitis 27' · Špoljarić 53', 86' | 3:2(1:1)Raport | Izrael · 33' Badir · 82' Benajun | Stadion Tsirio, Limassol Widzów: 12 000 Sędzia: Graham Barber |
|                       |                                          |                |                                  |                                                               |

| 8 września 1999 17:00 | Izrael · Benajun 25', 46', 70' · Mizrachi 38' · Rewiwo 40', 69' · Siwilia 83' · Abukasis 90' | 8:0(3:0)Raport | San Marino | Stadion Ramat Gan, Ramat Gan Widzów: 20 000 Sędzia: İlhami Kaplan |
|                       |                                                                                              |                |            |                                                                   |

| 8 września 1999 21:45 | Hiszpania · Urzaiz 20', 25', 38' · Guerrero 33', 38', 42' · Marín 82' · Hierro 88' | 8:0(5:0)Raport | Cypr | Estadio Nuevo Vivero, Badajoz Widzów: 12 500 Sędzia: Alfredo Trentalange |
|                       |                                                                                    |                |      |                                                                          |

| 10 października 1999 19:30 | Austria · Glieder 5' · Vastić 23' · Herzog 81' | 3:1(2:0)Raport | Cypr · 63' Kosta | Ernst-Happel-Stadion, Wiedeń Widzów: 10 000 Sędzia: Livio Bazzoli |
|                            |                                                |                |                  |                                                                   |

| 10 października 1999 19:30 | Hiszpania · Morientes 30' · Martín 37' · Raúl 51' | 3:0(2:0)Raport | Izrael | Estadio Carlos Belmonte, Albacete Widzów: 16 100 Sędzia: Hellmut Krug |
|                            |                                                   |                |        |                                                                       |